# Regalecus russelii
Regalecus russelii är en fiskart som först beskrevs av Cuvier, 1816.  Regalecus russelii ingår i släktet Regalecus och familjen sillkungfiskar. Inga underarter finns listade i Catalogue of Life.